# اوهرتشیتسه (ناحیه برتسلاف)
اوهرتشیتسه (به چکی: Uherčice) یک منطقهٔ مسکونی در جمهوری چک است که در ناحیه برتسلاو واقع شده‌است. اوهرتشیتسه ۱۳٫۶ کیلومتر مربع مساحت و ۱٬۰۳۹ نفر جمعیت دارد و ۱۶۹ متر بالاتر از سطح دریا واقع شده‌است.